# Moesha Johnson
Moesha Johnson (19 de setembro de 1997) é uma nadadora australiana.

## Carreira
Ela competiu no Campeonato Mundial de Esportes Aquáticos de 2022 em Budapeste nos 1500 metros livres femininos.
Ela foi medalhista de bronze no Campeonato Mundial de Esportes Aquáticos de 2023 na prova de equipes em águas abertas. Ela também competiu nos 1500 metros livres femininos no Campeonato do Japão.
Ela foi medalhista de ouro no Campeonato Mundial de Esportes Aquáticos de 2024 no evento de equipes em águas abertas. Ela também terminou em quarto lugar nos 10 km femininos individuais em águas abertas no Campeonato.
Ela competiu nas Olimpíadas de Verão de 2024 nos 1500 metros livres femininos, bem como na maratona de 10 km. Em águas abertas, ela ganhou a medalha de prata atrás de sua parceira de treino Sharon van Rouwendaal (Holanda). Ambas estão no grupo de treinamento do SC Magdeburg (Alemanha).